# Rząd Stanisława Mackiewicza
Rząd Stanisława Mackiewicza – gabinet pod kierownictwem premiera Stanisława Mackiewicza, sformowany 8 czerwca 1954 roku. Premier złożył dymisję 21 czerwca 1955 roku.

## Skład rządu
- Stanisław Mackiewicz -  premier i kierownik Ministerstwa Spraw Zagranicznych,
- Władysław Dziadosz - minister spraw wewnętrznych i kierownik Ministerstwa dla Spraw Obywateli Polskich na Obczyźnie (do 5 sierpnia 1954),
- generał brygady Stanisław Lubodziecki - minister sprawiedliwości i kierownik Ministerstwa Skarbu[1].

## Zmiany w rządzie
5 sierpnia 1954 roku Prezydent RP zwolnił:
- dr. Władysława Dziadosza z urzędu ministra spraw wewnętrznych i kierownika Ministerstwa dla Spraw Obywateli Polskich na Obczyźnie,
- generała brygady Stanisława Lubodzieckiego z urzędu kierownika Ministra Skarbu,
- powierzył generałowi brygady Stanisławowi Lubodzieckiemu kierownictwo Ministerstwa Spraw Wewnętrznych,
- mianował Antoniego Pająka ministrem skarbu i powierzył mu kierownictwo Ministerstwa dla Spraw Obywateli Polskich na Obczyźnie (drugą funkcję pełnił do 10 grudnia 1954 i ponownie od 7 czerwca 1955).

12 sierpnia 1954 roku generał dywizji Michał Tokarzewski-Karaszewicz został ministrem obrony narodowej (do 14 grudnia 1954), a pułkownik dyplomowany piechoty Tadeusz Münnich - wiceministrem obrony, narodowej.
10 grudnia 1954 roku Bohdan Geisler został kierownikiem Ministerstwa dla Spraw Obywateli Polskich na Obczyźnie (do 7 czerwca 1955).
14 grudnia 1954 roku generał brygady Ludwik Ząbkowski został ministrem obrony narodowej (do 7 czerwca 1955).
7 czerwca 1955 roku podpułkownik dyplomowany Antoni Brochwicz-Lewiński został ministrem obrony narodowej, a Antoni Pająk - kierownikiem Ministerstwa dla Spraw Obywateli Polskich na Obczyźnie.